# Cicadula quadripunctata
Cicadula quadripunctata är en insektsart som beskrevs av Charles Joseph de Villers 1789. Cicadula quadripunctata ingår i släktet Cicadula och familjen dvärgstritar. Inga underarter finns listade i Catalogue of Life.